# Цвік Андрій Степанович
Андрі́й Степа́нович Цві́к (нар. 9 лютого 1971, Комунарськ, СРСР) — український футбольний тренер, колишній футболіст, півзахисник команди «Сталь» (Алчевськ). Всю кар'єру грав у цьому клубі.

## Кар'єра гравця
Футболом почав займатися в ДЮСШ Алчевська . У вищій лізі чемпіонату України з футболу дебютував 12 липня 2000 року з київським «ЦСКА». Перший гол у вищій лізі забив 30 липня 2000 року донецькому «Шахтарю». Свій 400-й матч у першій лізі чемпіонату України з футболу зіграв 2004 року, виступаючи проти охтирського «Нафтовика».

### Досягнення
- Перша ліга
  - Переможець: 2004-2005;
  - Срібний призер: 1999-2000;
  - Бронзовий призер: 1995-1996;
- Рекордсмен української Першої ліги за кількістю зіграних матчів: 429[5]
- Входить до міжнародного рейтингу футболістів, які зіграли найбільшу кількість сезонів на професійному рівні за один клуб (List of one-club men in association football): 18
- Рекордсмен «Сталі» (Алчевськ) за кількістю зіграних матчів в офіційних турнірах: 539
- Чемпіон Ворошиловградської області: 1988
- Найкращий спортсмен Алчевська: 2000